# Mr. Bungle (альбом)
Mr. Bungle (рус. Мистер Растяпа) — дебютный студийный альбом американской экспериментальной рок группы Mr. Bungle, выпущенный 13 августа 1991 года на лейбле Warner Bros. Records. Дебютная пластинка была спродюсирована джазовым эксперименталистом Джоном Зорном в студии Different Fur в Сан-Франциско, штат Калифорния. Альбом сочетает в себе большое количество разных музыкальных жанров, таких как: ска, цирковая музыка, хеви-метал, фри-джаз и фанк. В то время лейбл Warner Bros. Records продвигал пластинку Mr. Bungle как «серьёзный странный новый проект» Майка Паттона. В создании обложки альбома были использованы работы американского художника Дэна Свитмена, которые изначально публиковались в первом выпуске комикса «Beautiful Stories for Ugly Children» изданиями DC Comics/Piranha Press.

## Об альбоме

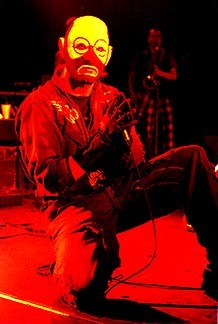
Майк Паттон на выступлении группы в 1991 году

В течение 1990 года участники группы переехали из родного города Юрика в Сан-Франциско, в поисках больших музыкальных возможностей. Трей Спруанс говорил, что смена локации повлияла на стиль группы, отмечая: 

Нас интересовали Slayer и Mercyful Fate. Позже это уже были The Specials и Fishbone. Затем, когда мы переехали в Сан-Франциско, мы становились более сложнее в музыкальном плане. Теперь мы — импровизированные снобы, которые правят вселенной авангарда ночью, и бедные хреновы хипстеры днём.
 Основанная в Северной Калифорнии Mr. Bungle удалось подписать контракт с звукозаписывающим лейблом Warner Bros. Records в 1990 году; позже группа издаст свои три студийных альбома на этом лейбле. Бытует мнение, что из-за успеха Майка Паттона в роли фронтмена группы Faith No More стало основной причиной, по которой Warner Bros. подписали контракт с группой. В своей статье 1991 года газета Los Angeles Times заявила, что «при нормальных обстоятельствах вы должны описывать шансы Mr. Bungle на заключение контракта с крупным лейблом как… рискованными».
Заглавный трек изначально назывался «Travolta». По инициативе Warner Bros. Records она была переименована в «Quote Unquote» из-за опасений относительно возможного судебного процесса с актёром Джоном Траволта. Группа создала видеоклип на данную песню при содействии режиссёра Кевина Керслейка. На MTV отказались транслировать клип по причине того, что в видео присутствуют тела, висящие на мясных крюках. По-мимо этого, песню отказывались ротировать на различных радиостанциях, однако это не помешало альбому хорошо продаваться. Почти все участники группы были подписаны в буклете альбома под псевдонимами. Чтобы продвигать свой релиз в разных музыкальных магазинах, Mr. Bungle продавали копии альбома и пену для ванны в подарок. После релиза Mr. Bungle группа отправилась в тур по Северной Америке.
В песнях «Squeeze Me Macaroni», «Stubb (A Dub)» и «My Ass Is on Fire» были использованы семплы, вырезанные из кинофильма 1986 года Синий бархат режиссёра Дэвида Линча.

## Отзывы
| Оценки критиков      | Оценки критиков |
| Источник             | Оценка          |
| -------------------- | --------------- |
| AllMusic             | [ 17 ]          |
| Entertainment Weekly | D–              |
| Trouser Press        | благоприятное   |

Альбом был встречен в основном положительно. Журналист Билл Панелас назвал пластинку «невероятным музыкальным туром силы». Дэвид Браун из Entertainment Weekly негативно высказался об альбоме: «такие прилагательные, как „ребяческий“ или „непослушный“ приобретают совершенно новые размеры, что применительно к Mr. Bungle». Trouser Press назвал альбом «одной из самых амбициозно случайных, капризных записей в последнее время» и «одной из лучших записей в своём роде». Музыкальный сайт AllMusic назвал альбом «головокружительным, сбивающим с толку, шизофреническим туром по любому рок-направлению, о котором группа только может подумать, переход от жанра к жанру без какой-либо явной рифмы или причины, а иногда и несколько раз в одной и той же песне». По словам веб-сайта тексты песен вокалиста Майка Паттона выполнены «в более странном юмористическом ключе, чем на релизах Faith No More, даже менее самоцензурной».

## Влияние

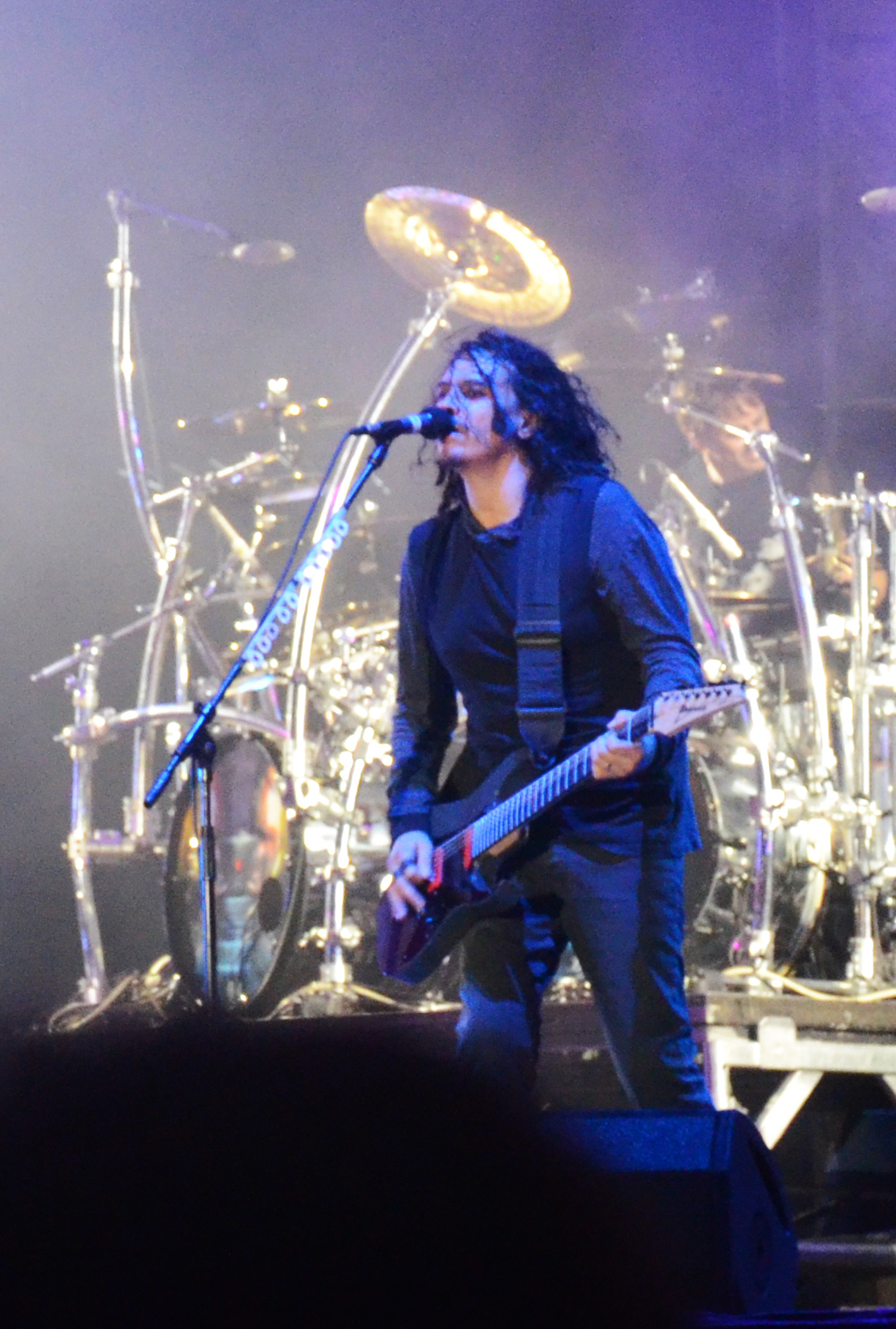
Гитарист группы Korn Джеймс «Манки» Шаффер

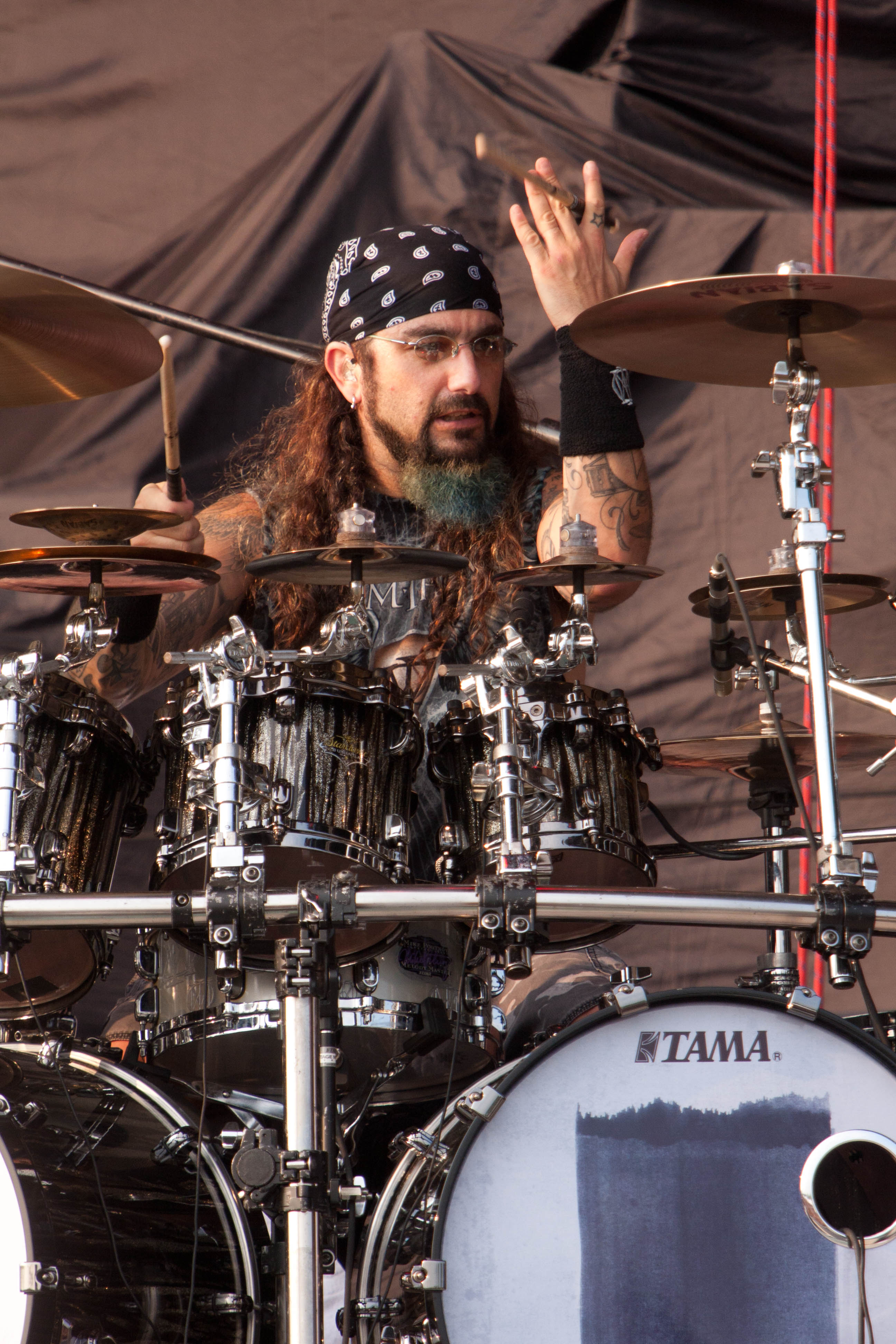
Барабанщик группы Dream Theater Майк Портной

В 2015 году в британском журнале The Skinny гитарист ню-метал-группы Korn Джеймс Шаффер высказал своё мнение об альбоме: 

Я обожаю их третий альбом, California, но их дебютный одноимённый альбом оказал на меня огромное влияние. Там есть песня под названием «Love Is a Fist», которая чертовски сокрушительна. Это задало нам тон и то, что мы продолжали делать в нашем творчестве. Они мыслили иначе и их ничто не волновало — они удовлетворяли только себя. И речь тогда шла вовсе не о продажах, а о самой создании группы.
Барабанщик прогрессивной метал группы Dream Theater Майк Портной назвал Mr. Bungle одним из лучших 10 альбомов в жанре прогрессивный рок на все времена: 

Это один из моих десяти лучших альбомов всех времён и жанров. Когда я впервые услышал эту пластинку, я испугался до усрачки. Я в буквальном смысле никогда не слышал ничего подобного, что вмещает в себя искажённое зло и радость. Это был самый странный час, который я когда-либо проводил, слушая музыку.
 Он также добавил следующее: 

Этот музыкальный опыт подобен американским горкам, и он полон эклектик, разнообразных стилей. Я знаю все нюансы этого альбома от и до. Это действительно один из моих дисков, который я бы взял с собой на необитаемый остров.
Вокалист альтернативной метал группы Incubus Брэндон Бойд указывал раннее творчество группы Mr. Bungle, в частности их дебютный альбом, как повлиявшим на релиз Fungus Amongus (1995).

## Список композиций
Авторство всех песен было представлено на странице ASCAP.
| №                   | Название                                                              | Автор(ы)                                                     | Длительность |
| ------------------- | --------------------------------------------------------------------- | ------------------------------------------------------------ | ------------ |
| 1.                  | «Travolta» (В поздних изданиях песню переименовали в «Quote Unquote») | Тревор Данн, Дэнни Хайфц, Майк Паттон, Трей Спруанс          | 6:56         |
| 2.                  | «Slowly Growing Deaf (Sleep Part I)»                                  | Данн, Хайфц, Паттон, Спруанс, Клинтон Маккиннон, Тео Ленгйел | 6:58         |
| 3.                  | «Squeeze Me Macaroni»                                                 | Данн, Хайфц, Паттон, Спруанс                                 | 5:38         |
| 4.                  | «Carousel»                                                            | Данн, Хайфц, Паттон, Спруанс                                 | 5:13         |
| 5.                  | «Egg»                                                                 | Данн                                                         | 10:39        |
| 6.                  | «Stubb (A Dub)»                                                       | Данн, Хайфц, Паттон, Спруанс, Маккиннон, Ленгйел             | 7:19         |
| 7.                  | «My Ass Is on Fire»                                                   | Данн, Хайфц, Паттон, Спруанс                                 | 7:47         |
| 8.                  | «The Girls of Porn»                                                   | Данн, Хайфц, Паттон, Спруанс, Маккиннон, Ленгйел             | 6:42         |
| 9.                  | «Love Is a Fist»                                                      | Данн, Спруанс                                                | 6:00         |
| 10.                 | «Dead Goon»                                                           | Данн, Хайфц, Паттон, Спруанс, Маккиннон, Ленгйел             | 10:02        |
| Общая длительность: | Общая длительность:                                                   | Общая длительность:                                          | 73:19        |

## Участники записи
| Mr. Bungle - Майк Паттон (aka Vlad Drac) — вокал, клавишные - Трей Спруанс (aka Scummy) — гитара, клавишные - Клинтон Маккиннон (aka Bär) — саксофон-тенор - Тео Ленгйел — саксофон-альт, саксофон-баритон - Тревор Данн — бас-гитара - Дэнни Хайфц (aka Heifetz) — барабаны Приглашённые музыканты - Дэвид Ши — тёрнтейблизм - Yeesus Krist — бэк-вокал - Maximum Bob — бэк-вокал - Kahli — бэк-вокал - Дженнифер — бэк-вокал | Производственный персонал - Джон Зорн — продюсер, саксофон-альт («Love Is a Fist») - Mr. Bungle — продюсеры - Дэвид Брайсон — звукорежиссёр, микширование - Боб Людвиг — мастеринг - Мэтт Мурман — ассистент звукорежиссёра, цифровой монтаж - Трой Блэкли — менеджмент - Кристин Йи — менеджмент группы - Стэн Даймонд — юридический представитель - Энтони Ли — арт-дизайн - Лиза Уэллс — дизайн логотипа группы - Дэвид Луапре — художественное оформление - Дэн Сdитмен — художественное оформление - Джей Маршалл — художественное оформление |